# Krystyna Janda
Krystyna Jolanta Janda (ur. 18 grudnia 1952 w Starachowicach) – polska aktorka filmowa i teatralna, reżyserka, prozaiczka, felietonistka i piosenkarka. Współzałożycielka i prezeska Fundacji Krystyny Jandy na rzecz Kultury, dyrektorka artystyczna teatrów: Polonia i Och-Teatru w Warszawie.
Karierę rozpoczęła w trakcie studiów, występując w serialach telewizyjnych. Jej debiutem kinowym była główna rola reżyserki Agnieszki w filmie Andrzeja Wajdy Człowiek z marmuru (1976), która zapewniła jej popularność w kraju. Od tamtej pory wystąpiła w siedmiu wielokrotnie nagradzanych fabularnych i dokumentalnych filmach tego reżysera. Pozycję w branży aktorskiej wzmocniła występem w filmach. Granica (1977) Jana Rybkowskiego, Golem (1979) Piotra Szulkina, Kochankowie mojej mamy (1985) Radosława Piwowarskiego, Dekalog II (1988) Krzysztofa Kieślowskiego, Stan posiadania (1988) i Życie jako śmiertelna choroba przenoszona drogą płciową Krzysztofa Zanussiego (2000) oraz miniserialu Modrzejewska (1989). Międzynarodowe uznanie przyniosła jej rola Antoniny Dziwisz w filmie Ryszarda Bugajskiego Przesłuchanie (1982). Zagrała również w kilku filmach produkcji niemieckiej, francuskiej i węgierskiej, m.in. w nagrodzonym Oscarem filmie Mefisto (1981). Zagrała około 50 ról w filmach fabularnych. Wyreżyserowała film Pestka (1995) na podstawie prozy Anki Kowalskiej.
Była etatową aktorką w Teatrze Ateneum w Warszawie (1975–1987) i Teatrze Powszechnym w Warszawie (1987–2005). Zagrała około 60 ról teatralnych, od antyku przez Szekspira do współczesnego repertuaru teatralnego polskiego i światowego, w tym wiele monodramów, a także około 45 ról od klasycznych do współczesnych w Teatrze Telewizji.  Wyreżyserowała liczne spektakle sceniczne i spektakle telewizyjne.
Brała udział w kilku projektach muzycznych. Nagrała pięć albumów studyjnych, m.in. W malinowym chruśniaku (1984) w duecie z Markiem Grechutą. Napisała pięć książek. Przyjaźniła się z Agnieszką Osiecką, a owocem tej relacji jest m.in. grany przez nią monodram Biała bluzka (2010).

## Życiorys
Urodziła się i wychowała w Starachowicach. Jest córką Zdzisławy z domu Janickiej (zm. 2019) i Ryszarda Jandy, inżyniera pochodzenia czeskiego. Gdy miała półtora roku, zamieszkała z dziadkami, ponieważ ojca przeniesiono służbowo do Ursusa. Skończywszy siedem lat, zamieszkała z rodzicami. W dzieciństwie uczęszczała do szkoły muzycznej.
Jest absolwentką warszawskiego Państwowego Liceum Plastycznego, uczyła się również w studium baletowym. W 1975 ukończyła z wyróżnieniem studia magisterskie na Wydziale Aktorskim Państwowej Wyższej Szkoły Teatralnej w Warszawie.
Na szklanym ekranie po raz pierwszy pojawiła się jak dziewczyna tańcząca na chłopskim weselu w serialu Czarne chmury (1973). Jako aktorka teatralna zadebiutowała rolą Maszy Kułyginy w dramacie Trzy siostry Antona Czechowa (reż. Aleksander Bardini wystawianym w Teatrze Telewizji w 1974. W tym samym roku zagrała rolę Manekina 34 w ulicznej grotesce scenicznej Bal manekinów Brunona Jasieńskiego w reżyserii Janusza Warmińskiego. W 1976 zagrała Doriana Graya w Portrecie Doriana Graya Oscara Wilde’a w adaptacji Johna Osborne’a i reżyserii Andrzeja Łapickiego w Teatrze Małym w Warszawie. W latach 1976–1987 była aktorką Teatru Ateneum w Warszawie.
Przełomem w jej karierze aktorskiej była rola Agnieszki w filmie Andrzeja Wajdy Człowiek z marmuru (1976). Grywa najczęściej postacie kobiet silnych i zdecydowanych o bogatym życiu wewnętrznym, do najbardziej znanych należą jej role w filmach: Człowiek z żelaza, Przesłuchanie i Kochankowie mojej mamy.
Na estradzie zadebiutowała w 1977 występem z piosenką „Guma do żucia” autorstwa Marka Grechuta, za której wykonanie otrzymała nagrodę na 15. Krajowym Festiwalu Piosenki Polskiej w Opolu.
Wyreżyserowała film fabularny Pestka według kultowej powieści Anki Kowalskiej.
Za rolę w Przesłuchaniu otrzymała nagrodę dla najlepszej aktorki na 43. MFF w Cannes. Za rolę w filmie Zwolnieni z życia Waldemara Krzystka dostała Srebrną Muszlę na MFF w San Sebastián. Za rolę w filmie niemiecko-francuskim Laputa knerii Helmy Sanders-Brahms została nagrodzona na MFF w Montrealu.
Pisze felietony m.in. do magazynu „Poradnik Domowy”, a wcześniej także do miesięczników „Pani” i „Uroda”. Prowadzi blog.
Wielokrotnie nagradzana jako najpopularniejsza i najbardziej ceniona aktorka w Polsce. W 1998 w ankiecie „Koniec wieku” przeprowadzonej przez tygodnik „Polityka” została wybrana do grona najwybitniejszych aktorów XX wieku. W maju 2006 otrzymała nagrodę Medaille Charlemagne pour des Medias Européens (Medal Karola Wielkiego Europejska nagroda mediów) za wybitny dorobek aktorski, zaangażowanie w europejskie porozumienie między Wschodem i Zachodem oraz walkę o równouprawnienie kobiet. W tym samym roku za rolę Tonki Babić w spektaklu Ucho, gardło, nóż (w jej własnej reżyserii) została nagrodzona prestiżowym Feliksem Warszawskim.
W 2000 odbyła jedną z największych tras teatralnych w historii polskiego teatru ze spektaklem Sto twarzy Krystyny Jandy – w ciągu dwóch miesięcy zagrała 48 spektakli w ośmiu polskich miastach.
W 2005 stworzyła – pierwszy w Polsce całkiem prywatny – Teatr Polonia w Warszawie, który prowadzi z ramienia Fundacji Krystyny Jandy na rzecz Kultury. 16 stycznia 2010 otworzyła Och-Teatr w Warszawie.
Zasiada w Radzie Nadzorczej Fundacji Okularnicy.
We wrześniu 2015 na rynku pojawiły się kosmetyki sygnowane jej nazwiskiem. Pojawiała się w kampaniach reklamowych marek: Art & Diamonds Soraya, Eurobanku, Telekomunikacji Polskiej SA czy Lipton.
30 grudnia 2020, po tym, jak poinformowała w mediach społecznościowych, że zaszczepiła się poza kolejnością przeciw COVID-19 na Warszawskim Uniwersytecie Medycznym, stała się centralną postacią tzw. afery szczepionkowej. W 2022 wzięła udział w europejskim filmie animowanym na rzecz zdrowia publicznego i budowania pierwszego aliansu przeciw depresji w Polsce.

## Życie prywatne
W latach 1974–1979 była żoną aktora Andrzeja Seweryna, z którym ma córkę, Marię. W 1981 poślubiła Edwarda Kłosińskiego (zm. 5 stycznia 2008), z którym ma dwóch synów, Adama i Jędrzeja. Mieszka w podwarszawskim Milanówku.

## Dorobek artystyczny

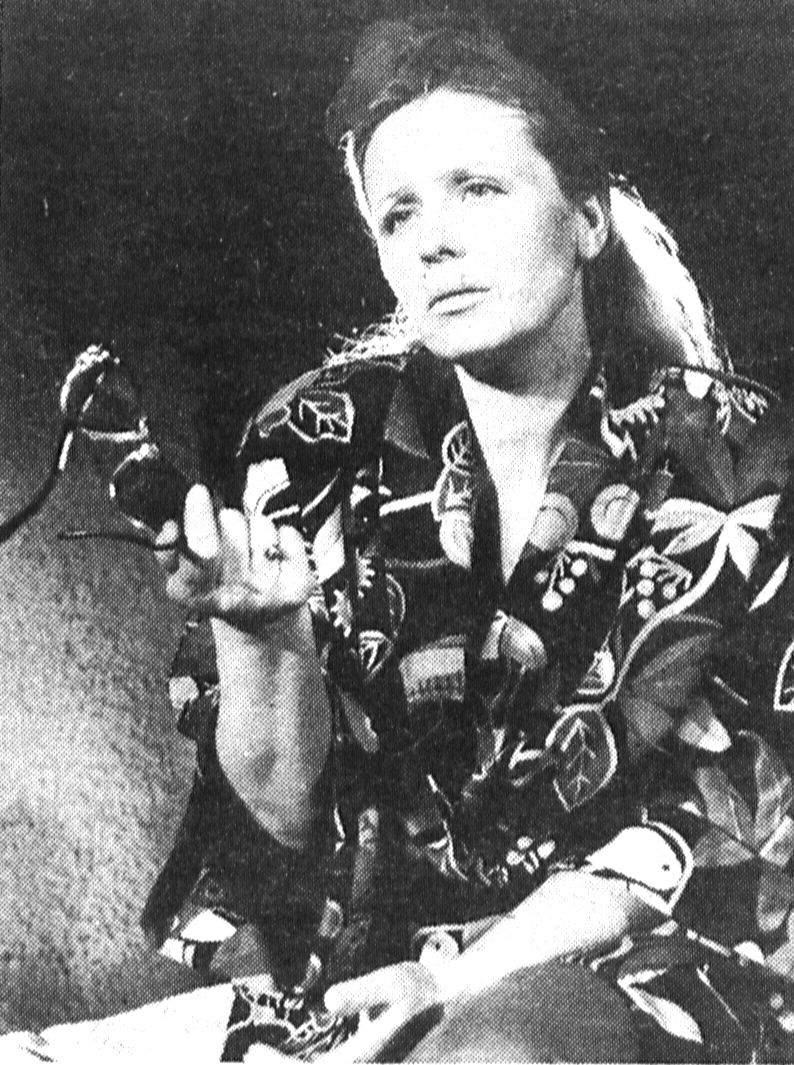
Krystyna Janda w spektaklu Shirley Valentine (adaptacja sztuki Willy’ego Russella), 1991

### Filmografia
- Czarne chmury (1973)
- Człowiek z marmuru (1976)
- Granica (1977)
- Na srebrnym globie (1977)
- Pani Bovary to ja (1977)
- Bestia (1978)
- Bez znieczulenia (1978)
- Rodzina Połanieckich (1978)
- Doktor Murek (1979)
- Dyrygent (1979)
- Golem (1979)
- Menchmal besucht der Neffe die Tante (1979)
- Der grüne Vogel (1980)
- Uoni (1980)
- W biały dzień (1980)
- Człowiek z żelaza (1981)
- Fik - mik (1981)
- Mefisto (1981)
- On, ona, oni (1981)
- Wojna światów – następne stulecie (1981)
- Ce fut un bel été (1982)
- Espion leve-toi (1982)
- Przesłuchanie (1982)
- Bella Donna (1983)
- O-bi, o-ba. Koniec cywilizacji (1983)
- Stan wewnętrzny (1983)
- Synteza (1983)
- To tylko rock (1983)
- Der Bulle und das Mädchen (1984)
- Eine blassblaue Frauenschrift (1984)
- Glut (1985)
- Kochankowie mojej mamy (1985)
- Vertiges (1985)
- Laputa (1986)
- W zawieszeniu (1986)
- Krótki film o zabijaniu (1987)
- Na srebrnym globie (1987)
- Dekalog II (1988)
- Dekalog V (1988)
- Stan posiadania (1988)
- Wilder Westen, inclusive (1988)
- Modrzejewska (1989)
- Kuchnia polska (1991)
- Zwolnieni z życia (1992)
- Der große Bellheim (1993)
- Pestka (1995)
- Tato (1995)
- Matka swojej matki (1996)
- Niepisane prawa (1996)
- Un air si pur... (1997)
- Weiser (2000)
- Żółty szalik (2000)
- Życie jako śmiertelna choroba przenoszona drogą płciową (2000)
- Przedwiośnie (2001)
- Przedwiośnie (2002)
- Superprodukcja (2002)
- Męskie-żeńskie (2003–2004)
- Parę osób, mały czas (2005)
- Solidarność, Solidarność... (2005)
- Wróżby kumaka (2005)
- Niania (2007)
- Ryś (2007)
- Rewers (2009)
- Tatarak (2009)
- Nocleg (2010)
- Elles (2011)
- Sponsoring (2011)
- Bez tajemnic (2011–2012)
- Wałęsa. Człowiek z nadziei (2013)
- Pani z przedszkola (2014)
- Na wieży Babel (2015)
- Panie Dulskie (2015)
- Juliusz (2018)
- Słodki koniec dnia (2018)
- Królestwo kobiet (2020)
- Jak pokochałam gangstera (2021)
- Warszawianka (2022)
- Błazny (2023)
- Mój agent (2023)
- Matki pingwinów (2024)

### Spektakle (jako aktorka – wybór)
- Trzy siostry (1974) – autor Anton Czechow, reż. Aleksander Bardini, rola: Masza, Teatr Telewizji[33]Magda Umer i Krystyna Janda w czasie koncertu „Pamiętajmy o Osieckiej”, Teatr Atelier, 2014

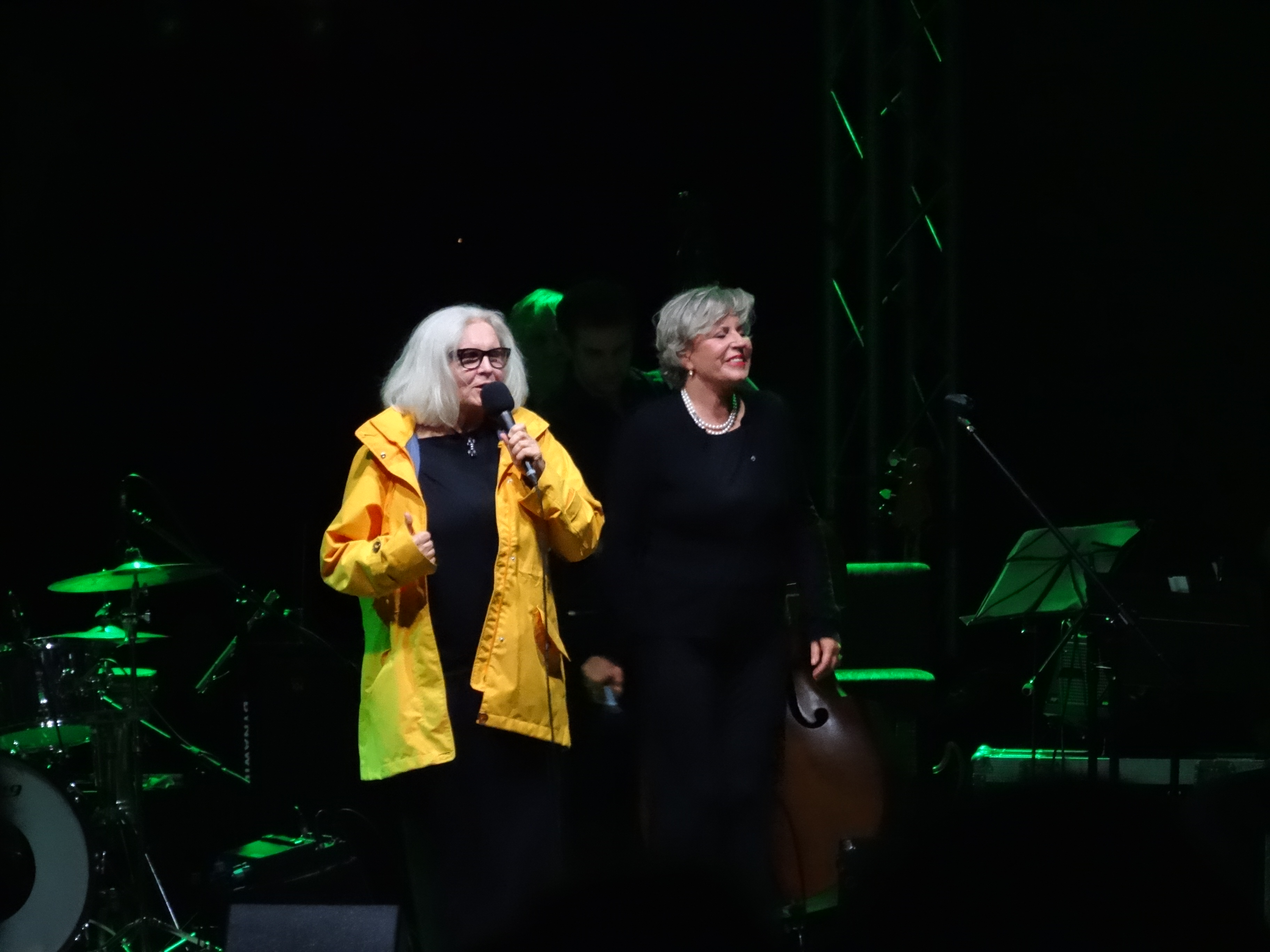
Magda Umer i Krystyna Janda w czasie koncertu „Pamiętajmy o Osieckiej”, Teatr Atelier, 2014

- Śluby panieńskie (1976) – autor Aleksander Fredro, reż. Jan Świderski, rola: Aniela, Teatr Ateneum
- Mewa (1977) – autor Anton Czechow, reż. Janusz Warmiński, rola: Nina Zarieczna, Teatr Ateneum
- Biała bluzka (1987) – prapremiera utworu, autorka: Agnieszka Osiecka, reż. Magda Umer, rola: Elżbieta, Teatr Powszechny w Warszawie
- Shirley Valentine (1990) – autor Willy Russell, reż. Maciej Wojtyszko, rola: Shirley Valentine, Teatr Powszechny w Warszawie, obecnie wciąż grane w Teatrze Polonia.
- Na szkle malowane (1993) – autor Ernest Bryll, muz. Katarzyna Gärtner, reż. Krystyna Janda, rola: Anioł, Teatr Powszechny w Warszawie
- Kobieta zawiedziona (1994) – autorka Simone de Beauvoir, reż. Magda Umer, rola: Monika, Teatr Powszechny w Warszawie
- Maria Callas (1997) – autor Terrence McNally, reż. Andrzej Domalik, rola: Maria Callas, Teatr Powszechny w Warszawie
- Mała Steinberg (2001) – autor Lee Hall, reż. Krystyna Janda, rola: Mała Steinberg, Teatr Powszechny w Warszawie.
- Kto się boi Virginii Woolf? (2002) – autor Edward Albee, reż. Władysław Pasikowski, rola: Martha, Teatr Powszechny w Warszawie.
- Kopciuszek (2005) – autor: Jan Brzechwa, reż. Krystyna Janda, Teatr Polonia.
- Ucho, gardło, nóż (2005) – autorka: Vedrana Rudan, reż. Krystyna Janda, rola: Tonka Babić, Teatr Polonia[34].
- Boska! (2007) – autor: Peter Quilter, reż. Andrzej Domalik, rola: Florence Foster Jenkins – najgorsza śpiewaczka świata, Teatr Polonia.[35]
- Dancing (2008) – autorka: Maria Pawlikowska-Jasnorzewska, Teatr Polonia.[36]
- Pan Jowialski (2010) – autor Aleksander Fredro, reż. Anna Polony i Józef Opalski, rola: szambelanowa, Teatr Polonia.[37]
- Biała bluzka (2010) – wznowienie tytułu z 1987 r., autorka: Agnieszka Osiecka, reż. i adaptacja: Magda Umer, Och-teatr[2].
- Weekend z R. (2010) – autor Ronald Harwood, reż. Krystyna Janda, rola: Clarice, Och-teatr.[38]
- Danuta W. (2012) – reż. Janusz Zaorski, rola: Danuta Wałęsa, Teatr Polonia.[39]
- Zmierzch długiego dnia (2012) – autor: Eugene O’Neill, reż. Krystyna Janda, rola: Mary, Teatr Polonia.[40]
- Pamiętnik z Powstania Warszawskiego (2014) – autor Miron Białoszewski, adaptacja, reżyseria, wykonanie: Krystyna Janda, miejsce wystawienia: Sala pod Liberatorem w Muzeum Powstania Warszawskiego.
- Maria Callas. Master class (2015) – wznowienie kultowego monodramu z 1997 roku z Teatru Powszechnego - autor autor: Terrence McNally, rola: Maria Callas, reż. Andrzej Domalik, Och-teatr.[41]
- Matki i synowie (2016) – autor: Terrence McNally, reż. Krystyna Janda, rola: Katherine Gerard, Teatr Polonia.[42]
- Pomoc domowa (2017) – autor: Marc Camoletti, reż. Krystyna Janda, rola: służąca, Och-teatr.[43]
- Zapiski z wygnania (2018) – autorka: Sabina Baral, Janda opowiada historię S. Baral z marca 1968 roku, reż. i adaptacja Magda Umer, Teatr Polonia.[44]
- Lily (2020) – autor: Jack Popplewell, reż. Krystyna Janda, rola: Lily Piper, Och-teatr.[45]
- Aleja zasłużonych (2020) – autor: Jarosław Mikołajewski, reż. i adaptacja: Krystyna Janda, rola: Ona (poetka), Teatr Polonia.[46]
- My way (2022) – tekst, koncepcja, reżyseria i wykonanie: Krystyna Janda, wieczór przygotowany przez Krystynę Jandę z okazji jej 70. urodzin, rola: ona sama, Teatr Polonia.[47]

### Publikacje

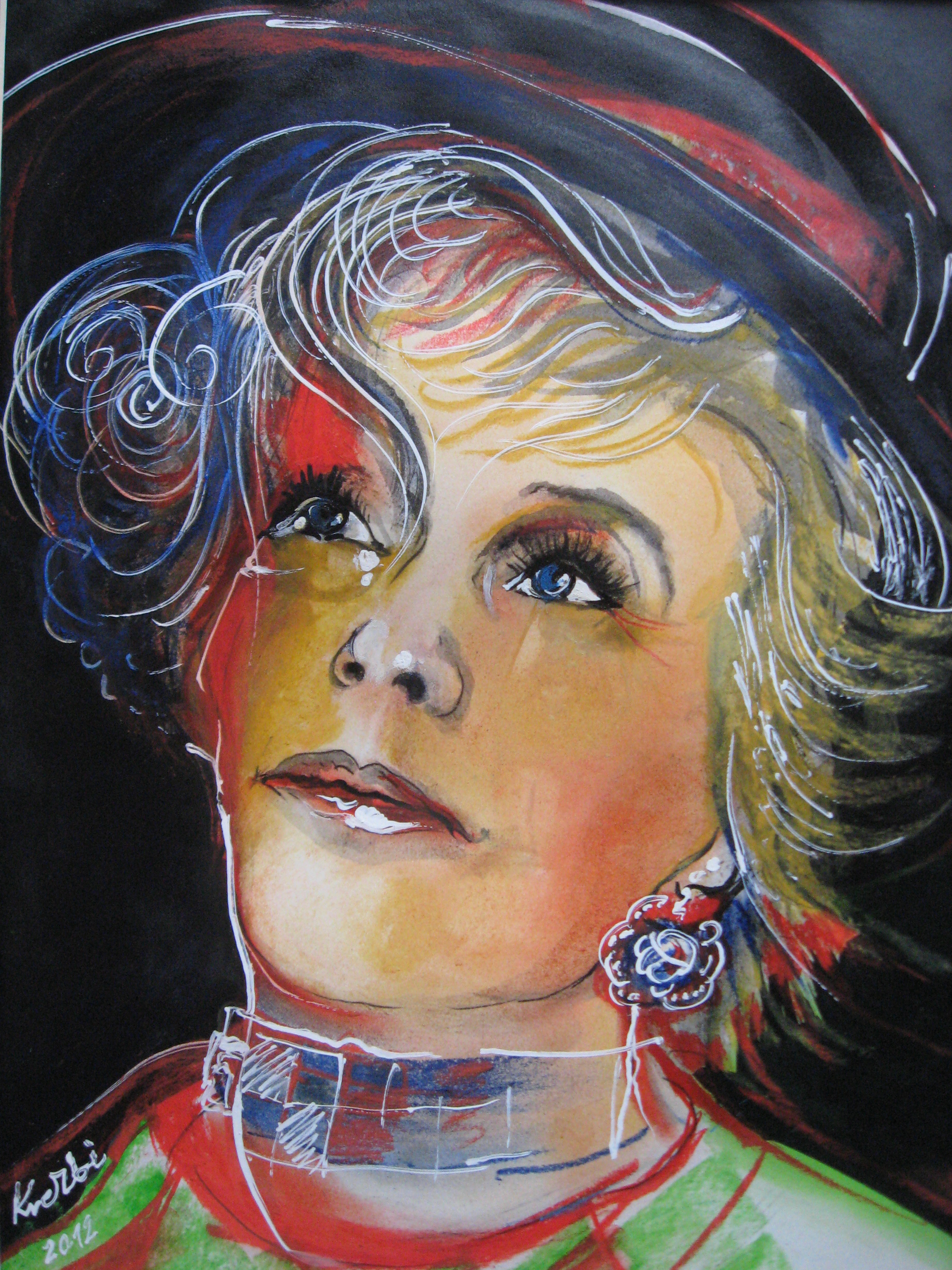
Portret autorstwa Zbigniewa Kresowatego

- Krystyna Janda: Gwiazdy mają czerwone pazury. Warszawa: W.A.B., 1998. ISBN 83-87021-39-3. Brak numerów stron w książce
- Krystyna Janda: Moja droga B. Warszawa: W.A.B., 2000. ISBN 83-88221-41-8. Brak numerów stron w książce
- Krystyna Janda: Różowe tabletki na uspokojenie. Warszawa: Świat Książki, 2003. ISBN 83-7311-879-9. Brak numerów stron w książce
- Krystyna Janda: WWW.MAŁPA.PL. Warszawa: W.A.B., 2004. ISBN 83-89291-89-4. Brak numerów stron w książce
- Krystyna Janda: WWW.MAŁPA2.PL. Warszawa: W.A.B., 2005. ISBN 83-7414-079-8. Brak numerów stron w książce
- Krystyna Janda: Moje rozmowy z dziećmi. Warszawa: Krystyna Janda, 2008. ISBN 978-83-927777-0-0. Brak numerów stron w książce
- Krystyna Janda: Pani zyskuje przy bliższym poznaniu / Krystyna Janda w rozmowie z Katarzyną Montogomery. Warszawa: Prószyński Media, 2016. ISBN 978-83-8069-352-4. Brak numerów stron w książce
- Krystyna Janda: Dziennik 2000–2002. Warszawa: Prószyński Media, 2017. ISBN 978-83-8097-124-0. Brak numerów stron w książce
- Krystyna Janda: Dziennik 2003–2004. Warszawa: Prószyński Media, 2017. ISBN 978-83-8097-237-7.
- Krystyna Janda: Dziennik 2005−2006. Warszawa: Prószyński Media, 2018. ISBN 978-83-8123-251-7.
- Krystyna Janda: Dziennik 2007−2010. Warszawa: Prószyński Media, 2019. ISBN 978-83-8123-875-5.

## Ordery i odznaczenia
- 1989 – Złoty Krzyż Zasługi

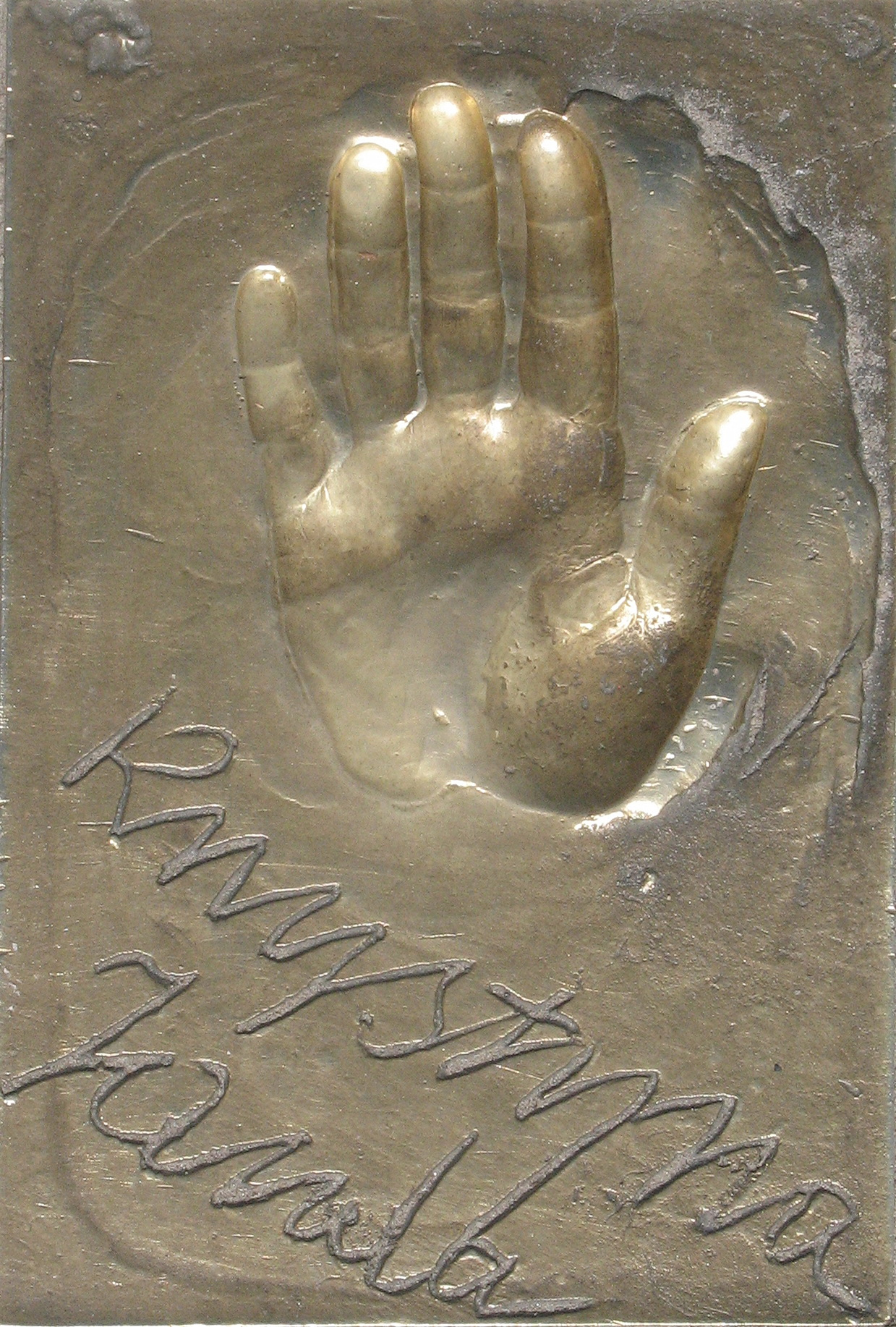
Odcisk dłoni i podpis Jandy na Promenadzie Gwiazd w Międzyzdrojach

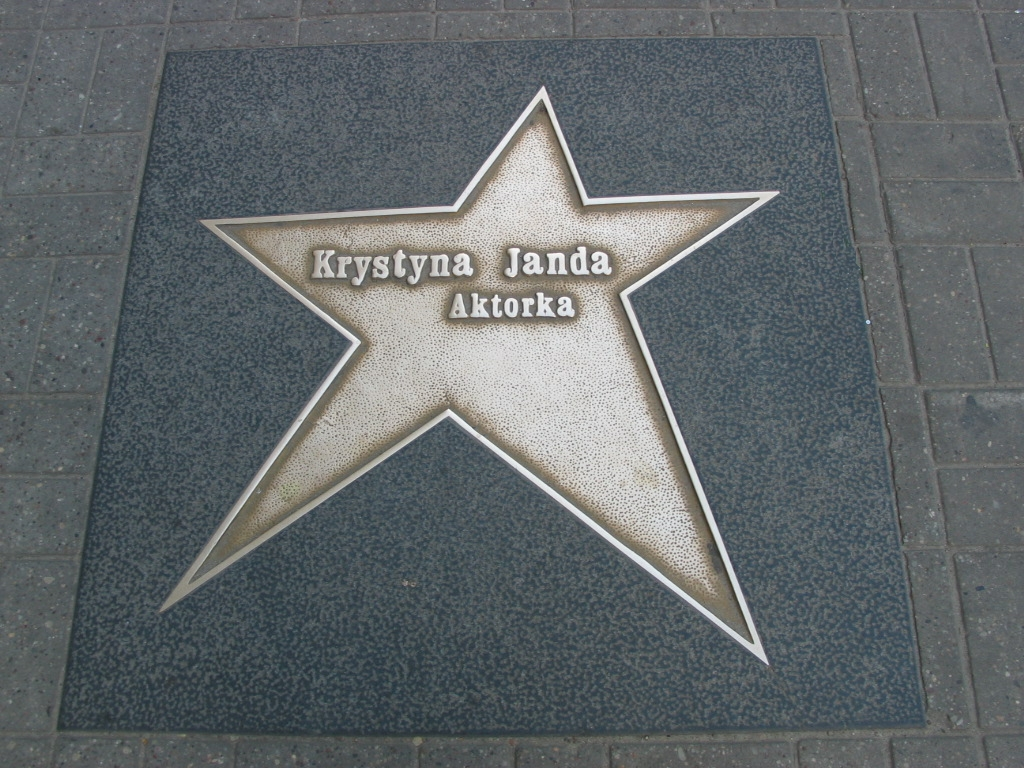
Gwiazda Krystyny Jandy w Alei Gwiazd w Łodzi

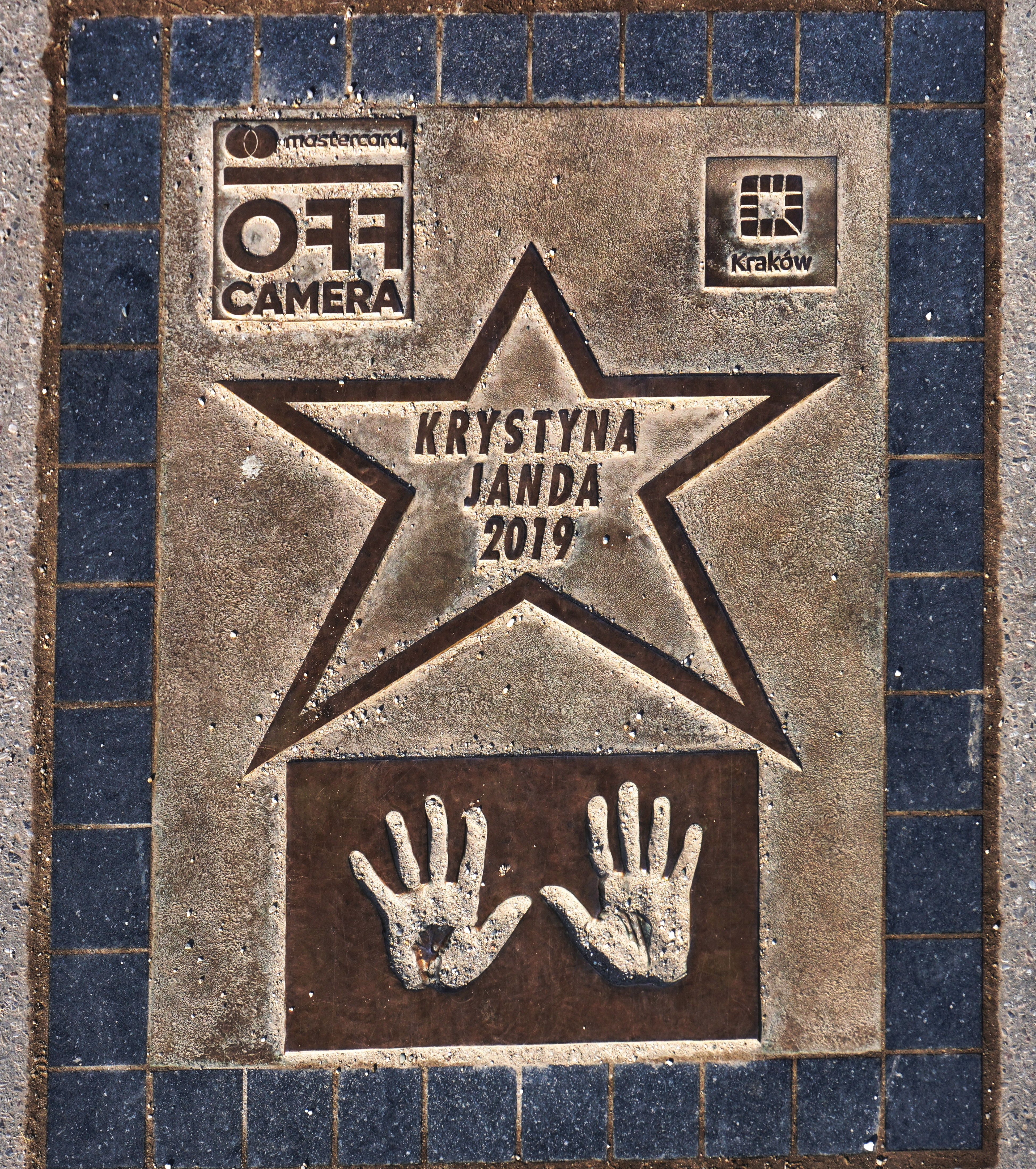
Gwiazda Krystyny Jandy na Alei Gwiazd w Krakowie

- 1991 – Order Sztuki i Literatury III klasy (Francja)
- 1997 – Odznaka „Zasłużony Działacz Kultury”
- 2002 – Krzyż Oficerski Orderu Odrodzenia Polski w uznaniu wybitnych zasług dla rozwoju Telewizji Polskiej[48]
- 2005 – Złoty Medal „Zasłużony Kulturze Gloria Artis”[49]
- 2010 – Order Sztuki i Literatury II klasy (Francja)[50]
- 2011 – Krzyż Komandorski z Gwiazdą Orderu Odrodzenia Polski za wybitne zasługi dla kultury narodowej, za osiągnięcia w twórczości artystycznej[51][52]

## Nagrody i wyróżnienia
- Nagroda im. Zbyszka Cybulskiego za błyskotliwy debiut w filmie fabularnym i Teatrze Telewizji (1978)
- Srebrny Asteroid za rolę w filmie Piotra Szulkina Golem, na 19. Międzynarodowym Festiwalu Filmów Fantastycznych w Trieście - najlepsza rola kobieca na festiwalu (1981)
- MFF w Montrealu - nagroda za rolę kobiecą (1986)
- Nagroda im. Aleksandra Zelwerowicza – przyznawana przez redakcję miesięcznika „Teatr” za rolę tytułową w „Medei” Eurypidesa w Teatrze Powszechnym w Warszawie (1988)
- Nagroda Fundacji Kultury Polskiej za film Przesłuchanie (1989)
- Złota Kaczka dla najlepszej aktorki (1990)
- Medal im. Vittoria de Siki (1990)
- Najlepsza główna rola kobieca na FPFF Gdynia za film Przesłuchanie (1990)
- Nagroda dla najlepszej aktorki na 43. MFF w Cannes (rola w filmie Ryszarda Bugajskiego Przesłuchanie) (1990)
- Nominacja do Europejskiej Nagrody Filmowej za najlepszą rolę kobiecą (1990)
- Nagroda dla najlepszej aktorki festiwalu na 1. Belgradzkim Festiwalu Filmów Śródziemnomorskich za rolę w filmie Ryszarda Bugajskiego Przesłuchanie (1991)
- Srebrna Muszla na MFF w San Sebastián za rolę w filmie Waldemara Krzystka Zwolnieni z życia (1992)
- Złota Kaczka dla najlepszej aktorki (1993)
- Nagroda za debiut reżyserski na XX Festiwalu Filmowym w Gdyni za reżyserię filmu Pestka (1995)
- Super Złota Kaczka dla najlepszej aktorki w historii polskiego kina (1996)
- Nagroda Publiczności Telekamera dla najpopularniejszej aktorki (1998)

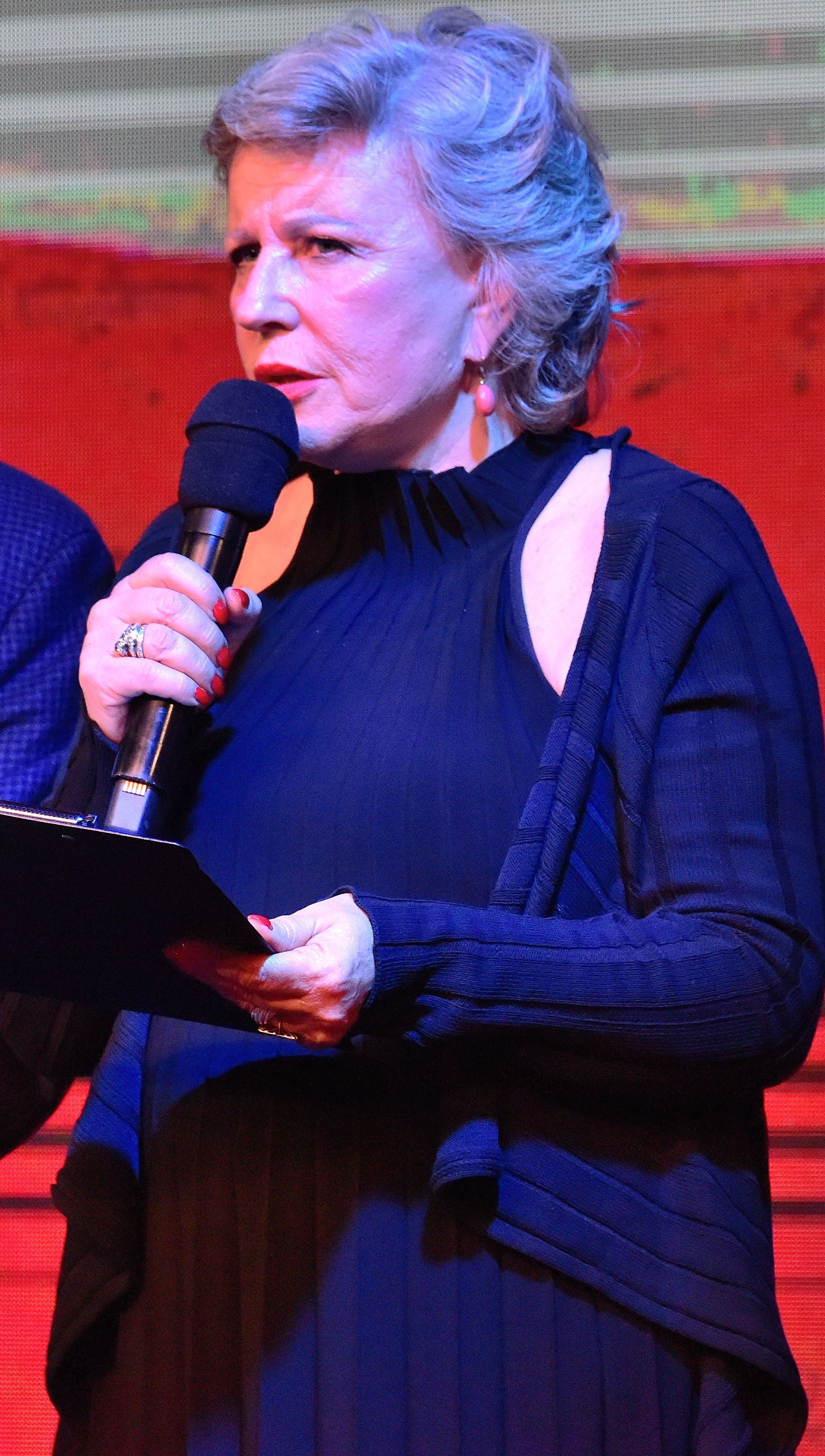
Krystyna Janda w 2019.

- SuperWiktor za całokształt twórczości (1998)Krystyna Janda w 2019.Polskie Nagrody Filmowe „Orły”: nominacja za najlepszą główną rolę kobiecą za film Życie jako śmiertelna choroba przenoszona drogą płciową (2001)
- Nagroda Główna Złote Lwy za najlepszą główną rolę kobiecą na FPFF Gdynia za Parę osób, mały czas (2005)
- Medal Karola Wielkiego za wybitny dorobek aktorski oraz postawę proeuropejską. Jest pierwszą kobietą uhonorowaną tym medalem (2006)
- Polskie Nagrody Filmowe „Orły”: nominacja za najlepszą główną rolę kobiecą za film Wróżby kumaka (2006)
- Złota Kaczka dla najlepszej aktorki pięćdziesięciolecia (2007)
- nagroda Hiacynt „za konsekwentne wspieranie idei tolerancji w swej działalności teatralnej, filmowej i internetowej” (2007)[53]
- Nagroda Prezydenta Miasta Gdańska „Neptuny” (2007)[54]
- Polskie Nagrody Filmowe „Orły”: nominacja za najlepszą główną rolę kobiecą za film Parę osób, mały czas (2008)
- Nagroda „Zacnego Uczynku” (2009)[55]
- Nagroda Miasta Stołecznego Warszawy (2011) w uznaniu zasług dla Stolicy Rzeczypospolitej Polskiej[56]
- Perła Honorowa Polskiej Gospodarki w kategorii kultura (2011)[57]
- Nagroda Specjalna Zarządu Konfederacji Lewiatan, przyznawana osobom wybitnie zasłużonym na polu kultury, polityki, nauki, życia publicznego i gospodarki (2011)[58]
- Złoty artKciuk, nagroda przyznana w 2012 roku na Interdyscyplinarnym Festiwalu Sztuk Miasto Gwiazd w Żyrardowie, za wyjątkową osobowość twórczą oraz za stworzenie dwóch teatrów: Teatru „Polonia”, Och-Teatru[59]
- Laureatka plebiscytu TVN i Gazety Wyborczej „Ludzie Wolności” w kategorii „Kultura” (2014)
- Nagroda Gustaw za szczególne zasługi dla środowiska teatralnego (2017)[60]
- Nagroda im. Tadeusza Boya-Żeleńskiego za wybitne osiągnięcia artystyczne, w tym w szczególności w sztuce monodramu (2018)[61]
- Nagroda za najlepszą rolę kobiecą na Międzynarodowym Festiwalu Teatralnym Boska Komedia za rolę w monodramie Zapiski z wygnania (2018)[62]
- Nagroda dla najlepszej aktorki na Sundance Film Festival za rolę w filmie Słodki koniec dnia (2019)[63]
- Nagroda specjalna i członkostwo honorowe Stowarzyszenia Autorów ZAiKS (2019)[64]

Miejsce na liście najcenniejszych osobowości show-biznesu w Polsce według Forbesa
- 2009 – miejsce 19[65]
- 2010 – miejsce 24[65]